# 아프리카 문학
아프리카  문학은 전통적 구전문학(口傳文學)과, 영어·프랑스어 등 구종주국(舊宗主國)의 언어로 저술된 문학의 두 종류로 구분된다.
아프리카의 여러 언어는 문자를 갖지 못하나 문학적 표현을 위해서 고도로 복잡한 수사법(修辭法)을 갖추고 있다. '언어를 다스리는 관리(官吏)'(부족의 장을 보좌하는 史家), '구리오'(시인) 등의 직업적 문사(文士)와 이들과 필적할 재능 있는 애호가들에 의해 많은 작품이 창작되어 구전(口傳)으로 전해져 왔다. 이러한 구전 문학에는 다음과 같은 장르가 있다.
- 신화(神話): 종교적인 세계관의 표현.
- 전설(傳說): 왕조의 성립, 통치자의 계보(系譜), 무훈 또는 부족간의 싸움 등의 이야기.
- 콩트: 20수만을 헤아리며, 민중의 비판정신의 발로(發露)로서, 토끼·구름·거북·카멜레온 등이 등장한다.
- 시와 가요: 종교 감정, 가혹한 생활조건에 대한 탄식과 항의, 근로의 기쁨과 괴로움을 노래하고 있다.
- 극: 대사와 노래와 춤이 혼연일체를 이루고 있다.
- 수수께끼·금언(金言)·속담 등.

총체적으로 보아 이러한 여러 장르에 공통되는 특징은 교화적 유효성(敎化的有效性)에 대한 배려(자연적·사회적 질서)에 대한 승복과 초현실적인 것에의 참여) 외에 공동성(共同性＝이야기하고, 노래하고, 연기하는 자와 청중 내지는 관객과의 일체화)과 말(언어)의 마력에 대한 신앙(말은 사물의 실재성과 동일하게 인정된다), 그리고 관능적 리듬 감각의 풍부함에 있다.
1930년대에 들어서 영어나 프랑스어에 의한 흑인 문학이 대두하였다. 그것은 당시의 유럽 여러 나라에서의 정치적·경제적 혼란, 전통적 문화 가치에 대한 회의와 비판, 공산주의의 침투, 나아가서는 백인의 문화인류학자들에 의한 아프리카 문화의 발굴을 배경으로 흑인 지식인이 자기 각성을 하게 된 결과이다.
프랑스에서는 '네그리추드' 운동이 대두하여 예술에 있어서 흑인 민족성의 발양(發揚)이 주장되었다. 생고르를 중심으로 한 이 운동은 전후(제1차 세계대전) 아리우느 디오프가 주관하는 잡지 <프레잔스 아프리케느>에 의해 계승되었다. '새로운 흑인'들에 의한 문학은 과거의 문화 유산으로의 복귀와 그 새로운 의의 정립(意義定立)의 방향(세네갈의 비라고 디오프, 나이지리아의 튜스오라 등), 인종 차별과 신구(新舊) 식민지 지배에 대한 항의와 반역, 아프리카의 해방과 독립의 요구를 테마로 하고 있다. 이 후자의 방향은 특히 시에서 현저하였다.현재 아프리카의 현대 문학이 안고 있는 문제는 서구화된 지식인 작가와 일반 민중 사이에 심화된 지적·물질적 생활에서의 단절이다. 영어·프랑스어로 작품활동을 하는 그들에게는 "무엇 때문에, 누구를 위해, 무엇을 쓰는가"라는 문학의 근본적 문제가 날카로운 형태로 부과되어 있는 것이다. 이 문제에 어떻게 대처하느냐에 따라 세계문학에 대한 기여도 좌우된다.